# Lista odcinków serialu Bez powrotu
Poniżej znajduje się lista odcinków serialu telewizyjnego Bez powrotu (In Plain Sight) – emitowanego przez amerykańską stację telewizyjną USA Network od 1 czerwca 2008 roku do 4 maja 2012 roku. W Polsce był emitowany od 17 lipca 2012 roku przez Universal Channel oraz od września 2012 roku przez TVP2 pod tytułem Na linii strzału.

## Sezon 1 (2008)
| NR | #  | Tytuł                          | Reżyseria         | Scenariusz                       | Premiera (USA Network) | Premiera w Polsce Universal Channel |
| -- | -- | ------------------------------ | ----------------- | -------------------------------- | ---------------------- | ----------------------------------- |
| 1  | 1  | Pilot                          | Mark Piznarski    | David Maples                     | 1 czerwca 2008         | 17 lipca 2012                       |
| 2  | 2  | Hoosier Daddy                  | John Fortenberry  | David Maples                     | 8 czerwca 2008         | 24 lipca 2012                       |
| 3  | 3  | Never the Bride                | John T. Kretchmer | David Maples                     | 15 czerwca 2008        | 24 lipca 2012                       |
| 4  | 4  | Trojan Horst                   | Bryan Spicer      | Constance M. Burge               | 22 czerwca 2008        | 31 lipca 2012                       |
| 5  | 5  | Who Shot Jay Arnstein?         | Tricia Brock      | Matt Ward                        | 29 czerwca 2008        | 31 lipca 2012                       |
| 6  | 6  | High Priced Spread             | Fred Gerber       | Matt Ward                        | 6 lipca 2008           | 7 sierpnia 2012                     |
| 7  | 7  | Iris Doesn't Live Here Anymore | Sam Weisman       | Linda Burstyn                    | 13 lipca 2008          | 7 sierpnia 2012                     |
| 8  | 8  | Don of the Dead                | John Showalter    | Jessica Butler, Brynn Malone     | 20 lipca 2008          | 14 sierpnia 2012                    |
| 9  | 9  | Good Cop, Dead Cop             | Dan Lerner        | David Maples, Bruce Miller       | 27 lipca 2008          | 14 sierpnia 2012                    |
| 10 | 10 | To Serge with Love             | Rod Hardy         | Katherine Butler                 | 3 sierpnia 2008        | 21 sierpnia 2012                    |
| 11 | 11 | Stan by Me                     | Jesus Trevino     | Constance M. Burge, Brynn Malone | 10 sierpnia 2008       | 21 sierpnia 2012                    |
| 12 | 12 | A Fine Meth                    | John Badham       | David Maples                     | 17 sierpnia 2008       | 28 sierpnia 2012                    |

## Sezon 2 (2009)
| NR | #  | Tytuł                         | Reżyseria        | Scenariusz                      | Premiera (USA Network) | Premiera w Polsce Universal Channel |
| -- | -- | ----------------------------- | ---------------- | ------------------------------- | ---------------------- | ----------------------------------- |
| 13 | 1  | Gilted Lily                   | Stephen Hopkins  | David Maples                    | 19 kwietnia 2009       | 4 września 2012                     |
| 14 | 2  | In My Humboldt Opinion        | Dan Lerner       | David Maples                    | 26 kwietnia 2009       | 4 września 2012                     |
| 15 | 3  | A Stand-Up Triple             | Sam Weisman      | Michael Angeli                  | 3 maja 2009            | 11 września 2012                    |
| 16 | 4  | Rubble With A Cause           | Michael Watkins  | Alexander Cary                  | 10 maja 2009           | 11 września 2012                    |
| 17 | 5  | Aguna Matatala                | Leslie Libman    | David Slack                     | 17 maja 2009           | 18 września 2012                    |
| 18 | 6  | One Night Stan                | Dan Lerner       | John Mankiewicz                 | 31 maja 2009           | 18 września 2012                    |
| 19 | 7  | Duplicate Bridge              | Bryan Spicer     | Lynne E. Litt                   | 7 czerwca 2009         | 25 września 2012                    |
| 20 | 8  | A Frond in Need               | Ernest Dickerson | Brynn Malone                    | 14 czerwca 2009        | 25 września 2012                    |
| 21 | 9  | Who's Bugging Mary?           | Bethany Rooney   | Jessica Butler                  | 21 czerwca 2009        | 2 października 2012                 |
| 22 | 10 | Miles to Go                   | Sam Weisman      | David Graziano                  | 28 czerwca 2009        | 2 października 2012                 |
| 23 | 11 | Jailbait                      | Michael Watkins  | Lynne E. Litt, Alexander Cary   | 12 lipca 2009          | 9 października 2012                 |
| 24 | 12 | Training Video                | Dan Lerner       | Brynn Malone                    | 19 lipca 2009          | 9 października 2012                 |
| 25 | 13 | Let's Get it Ahn              | Felix Alcala     | David Maples                    | 26 lipca 2009          | 16 października 2012                |
| 26 | 14 | Once a Ponzi Time             | Dan Lerner       | Alexander Cary, John Mankiewicz | 2 sierpnia 2009        | 16 października 2012                |
| 27 | 15 | Don't Cry for Me, Albuquerque | Michael Morris   | Jessica Butler                  | 9 sierpnia 2009        | 23 października 2012                |

## Sezon 3 (2010)
| NR | #  | Tytuł                     | Reżyseria        | Scenariusz                                                         | Premiera (USA Network) | Premiera w Polsce Universal Channel |
| -- | -- | ------------------------- | ---------------- | ------------------------------------------------------------------ | ---------------------- | ----------------------------------- |
| 28 | 1  | Father Goes West          | Charles Haid     | John McNamara                                                      | 31 marca 2010          | 23 października 2012                |
| 29 | 2  | When Mary Met Marshall    | Fred Gerber      | Brynn Malone                                                       | 7 kwietnia 2010        | 30 października 2012                |
| 30 | 3  | Coma Chameleon            | Michael Watkins  | Kim Newton                                                         | 14 kwietnia 2010       | 30 października 2012                |
| 31 | 4  | Whistle Stop              | Michael Zinberg  | Lynne E. Litt                                                      | 21 kwietnia 2010       | 6 listopada 2012                    |
| 32 | 5  | Fish or Cut Betta         | Dan Lerner       | Dailyn Rodriguez                                                   | 28 kwietnia 2010       | 6 listopada 2012                    |
| 33 | 6  | No Clemency for Old Men   | Jerry Levine     | Jim D. Gray                                                        | 5 maja 2010            | 13 listopada 2012                   |
| 34 | 7  | Love's Faber Lost         | Deran Sarafian   | Lynne E. Litt                                                      | 12 maja 2010           | 13 listopada 2012                   |
| 35 | 8  | Son of Mann               | Anton Cropper    | Brynn Malone                                                       | 19 maja 2010           | 20 listopada 2012                   |
| 36 | 9  | Death Becomes Her         | Bethany Rooney   | Kim Newton                                                         | 2 czerwca 2010         | 20 listopada 2012                   |
| 37 | 10 | Her Days Are Numbered     | Dan Lerner       | Gene O'Neill, Noreen Tobin, Matthew J. Lieberman, Dailyn Rodriguez | 9 czerwca 2010         | 27 listopada 2012                   |
| 38 | 11 | The Born Identity         | Bryan Spicer     | Brynn Malone, Kim Newton                                           | 16 czerwca 2010        | 27 listopada 2012                   |
| 39 | 12 | Witsec Stepmother         | Tawnia McKiernan | Matthew J. Lieberman, Dailyn Rodriguez                             | 23 czerwca 2010        | 4 grudnia 2012                      |
| 40 | 13 | A Priest Walks Into a Bar | Michael Morris   | John Cockrell                                                      | 30 czerwca 2010        | 4 grudnia 2012                      |

## Sezon 4 (2011)
| NR | #  | Tytuł                                 | Reżyseria       | Scenariusz                | Premiera (USA Network) | Premiera w Polsce Universal Channel |
| -- | -- | ------------------------------------- | --------------- | ------------------------- | ---------------------- | ----------------------------------- |
| 41 | 1  | The Art of the Steal                  | Dan Lerner      | Ed Decter                 | 1 maja 2011            | 25 lipca 2013                       |
| 42 | 2  | Crazy Like a Witness                  | Matthew Penn    | Barry Schkolnick          | 8 maja 2011            | 25 lipca 2013                       |
| 43 | 3  | Love in the Time of Colorado          | Michael Schultz | John Cockrell             | 15 maja 2011           | 1 sierpnia 2013                     |
| 44 | 4  | Meet the Shannons                     | Jan Eliasberg   | Brynn Malone              | 22 maja 2011           | 1 sierpnia 2013                     |
| 45 | 5  | Second Crime Around                   | Andy Wolk       | Mike Weiss                | 5 czerwca 2011         | 8 sierpnia 2013                     |
| 46 | 6  | Something A-mish                      | Dan Lerner      | Barry Schkolnick          | 12 czerwca 2011        | 8 sierpnia 2013                     |
| 47 | 7  | I'm a Liver Not a Fighter             | Michael Watkins | Michael Reisz             | 19 czerwca 2011        | 15 sierpnia 2013                    |
| 48 | 8  | Kumar vs. Kumar                       | Michael Fields  | Rupa Magge                | 26 czerwca 2011        | 15 sierpnia 2013                    |
| 49 | 9  | The Rolling Stones                    | David Warren    | Barbara Nance, Sarah Wise | 10 lipca 2011          | 22 sierpnia 2013                    |
| 50 | 10 | Girls, Interrupted                    | Lee Rose        | Natalie Chaidez           | 17 lipca 2011          | 22 sierpnia 2013                    |
| 51 | 11 | Provo-cation                          | Bryan Spicer    | Barbara Nance             | 24 lipca 2011          | 29 sierpnia 2013                    |
| 52 | 12 | A Womb With a View                    | Bethany Rooney  | Natalie Chaidez           | 31 lipca 2011          | 29 sierpnia 2013                    |
| 53 | 13 | Something Borrowed, Something Blew Up | Michael Morris  | Mike Weiss                | 7 sierpnia 2011        | 5 września 2013                     |

## Sezon 5 (2012)
| NR | # | Tytuł                        | Reżyseria       | Scenariusz                                      | Premiera (USA Network) | Premiera w Polsce Universal Channel |
| -- | - | ---------------------------- | --------------- | ----------------------------------------------- | ---------------------- | ----------------------------------- |
| 54 | 1 | The Anti-Social Network      | Dan Lerner      | Natalie Chaidez                                 | 16 marca 2012          | 5 września 2013                     |
| 55 | 2 | Four Marshals and a Baby     | Andy Wolk       | Michael Reisz, Gina Gold, Aurorae Khoo          | 23 marca 2012          | 12 września 2013                    |
| 56 | 3 | Reservations, I've Got a Few | Dan Lerner      | Mike Weiss                                      | 30 marca 2012          | 12 września 2013                    |
| 57 | 4 | The Merry Wives of WITSEC    | Michael Fields  | Natalie Chaidez                                 | 6 kwietnia 2012        | 19 września 2013                    |
| 58 | 5 | Drag Me to Hell              | Bethany Rooney  | Michael Reisz                                   | 13 kwietnia 2012       | 19 września 2013                    |
| 59 | 6 | The Medal of Mary            | Dan Lerner      | John Cockrell, Ed Decter                        | 20 kwietnia 2012       | 26 września 2013                    |
| 60 | 7 | Sacrificial Lam              | Michael Watkins | Mike Weiss                                      | 27 kwietnia 2012       | 26 września 2013                    |
| 61 | 8 | All's Well That Ends         | Dan Lerner      | John Cockrell, Mary McCormack, William Fredrick | 4 maja 2012            | 3 października 2013                 |